# Pogonichthys macrolepidotus
Pogonichthys macrolepidotus är en fiskart som först beskrevs av Ayres, 1854.  Pogonichthys macrolepidotus ingår i släktet Pogonichthys och familjen karpfiskar. IUCN kategoriserar arten globalt som starkt hotad. Inga underarter finns listade i Catalogue of Life.